# تپه کول بلاغ ۲
تپه کول بلاغ ۲ مربوط به هزاره اول قبل از میلاد - دوره اشکانیان - دوره ساسانیان - سده‌های میانه دوران‌های تاریخی پس از اسلام است و در شهرستان مراغه، بخش مرکزی، دهستان سراجوی شمالی، ۲/۴ کیلومتری روستای خلیفه کندی واقع شده و این اثر در تاریخ ۲۷ اسفند ۱۳۸۶ با شمارهٔ ثبت ۲۲۵۳۹ به‌عنوان یکی از آثار ملی ایران به ثبت رسیده است.